# Тауфкирхен (Мюльдорф-ам-Инн)
Тауфкирхен (нем. Taufkirchen) — община в Германии, в земле Бавария.
Подчиняется административному округу Верхняя Бавария. Входит в состав района Мюльдорф-на-Инне. Подчиняется управлению Крайбург ам Ин. Население составляет 1361 человек (на 31 декабря 2010 года). Занимает площадь 25,33 км².